# Toyota BX
Toyota BX — це 4000-кілограмова вантажівка, що виготовлялась компанією Toyota з 1951 року. Вона має довжину 3,8 метра (12 футів) і дуже схожа на вантажівки Форд 1948 року. Двигуни багато в чому були зобов'язані рядним шісткам Chevrolet того періоду. BX замінив вантажівку BM, яка була представлена в 1947 році. Порівняно з BM, BX був значно легшим у виготовленні, а кабіна могла вмістити трьох, а не двох.

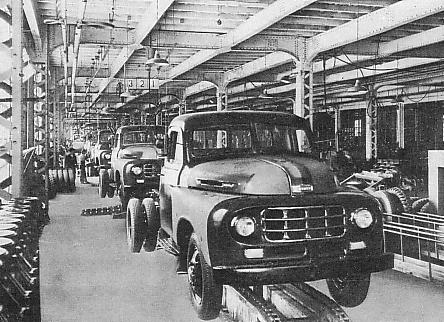
На виробничій лінії